# Sač

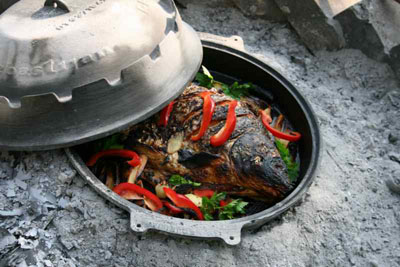
Ryba vařená v sači na horkém popelu

Sač nebo peka, řecky Παραδοσιακή Γάστρα, Σινί nebo Χάνι, je tradiční typ hrnce používaný na Balkánu. Pokrm připravovaný v sači a připomínající německý eintopf se také označuje jako sač.
Sač se skládá ze dvou částí, vypouklé pánve připomínající wok a poklice. Průměr se pohybuje mezi 20 a 50 centimetry. Poklice je speciálně tvarovaná tak, aby se na ní mohlo pokládat palivo, které obsah hrnce ohřívá i shora. Běžnými materiály pro výrobu sačů jsou keramika, ocel a litina. Jméno sači snad dala podobná pánev sac původem z Turecka; na Balkáně totiž po staletí vládli Osmani.
Jídlo se v sači peče nebo smaží na otevřeném ohni. Sač stojí na pevné trojnožce nebo na nízké cihlové pícce pod širým nebem. Použít lze také dostatečně velký krb.
Obdobou sače je severoafrický tažín nebo holandská trouba a v moderní kuchyni také římský hrnec nebo cocotte.